# HMS Royal Oak (1862)
HMS Royal Oak (англ. Её Величества Корабль «Королевский дуб») — бронированный фрегат типа «Принс Консорт», построенный для Королевского флота Великобритании в 1860-х годах. Головной корабль своего типа, он иногда описывается как «сводная сестра» трёх других кораблей из-за сходства механизмов двигателя и котла. Как и другие корабли этого типа, он был перестроен в броненосец из деревянного линейного корабля на этапе строительства.
Корабль провёл большую часть своей службы на Средиземноморском флоте, лишь короткое время служа на флоте Ла-Манша. Royal Oak вернулся домой в 1871 году для ремонта, но вместо этого для экономии средств был помещён в резерв. В 1885 году прямо из резерва был продан на металлолом.

## Конструкция
HMS Royal Oak был длиной 273 фута (83 м) между перпендикулярами и имел балку 58 футов 6 дюймов (17,8 м). Осадка судна составляла 23 фута 11 дюймов (7,3 м) в носу и 25 футов 2 дюйма (7,7 м) в корме. Она вытеснила 6366 длинных тонн (6 468 тонн) и имела тоннаж 4056 тонн груза.
У «Ройял Оук» был низкий центр тяжести, что означало, что он представлял собой неустойчивую орудийную платформу. Он был, однако, очень удобен и хорошо плавал в любую погоду под парусом или паром. Его экипаж состоял из 585 офицеров и рядовых.

### Двигатель
У Royal Oak был простой 2-цилиндровый горизонтальный возвратный шатунный паровой двигатель, построенный Модслеем, который приводил в движение один гребной вал, используя пар, который обеспечивался шестью прямоугольными котлами. Двигатель производил 3704 лошадиные силы (2724 кВт) во время ходовых испытаний корабля 15 июня 1863 года, что дало судну максимальную скорость 12,5 узлов (23,2 км/ч; 14,4 миль/ч) под паром. Он нёс максимум 550 длинных тонн (560 т) угля, достаточно, чтобы пройти 2200 морских миль (4100 км; 2500 миль) со скоростью 5 узлов (9,3 км/ч; 5,8 миль/ч).
Первоначально корабль был оснащен тремя мачтами и имел площадь паруса 25 000 квадратных футов (2300 м2). В июне 1866 года к бизань-мачте корабля были добавлены верфи, и «Ройял Оук» получил полную корабельную оснастку, которую он сохранил до конца своей карьеры. Его гребной винт был спроектирован так, чтобы отсоединяться и подниматься на корму корабля, чтобы уменьшить сопротивление под парусом, но это редко делалось, потому что не было переборки, окружающей подъемные отверстия, которые могли бы затопить корабль, если бы их крышки были сняты даже в умеренном море. Чтобы ещё больше уменьшить лобовое сопротивление, воронка была телескопической и могла опускаться. Его лучшая скорость с отключенным винтом и только под парусом составляла 13,5 узла (25,0 км/ч; 15,5 миль/ч), самый быстрый из всех британских броненосцев, и он был единственным кораблем, который превысил свою лучшую скорость, используя пар, находясь под парусом.

### Вооружение
Первоначально «Ройял Оук» был вооружен 24 гладкоствольными, дульнозарядными 68-фунтовыми пушками на главной палубе и 11 нарезными казенными (RBL) семидюймовыми 110-фунтовыми пушками Армстронга. Восемь из них находились также на главной палубе, а три других служили орудиями преследования на верхней палубе, два на носу и одно на корме.
7,9-дюймовый (201 мм) цельный выстрел 68-фунтового орудия весил приблизительно 68 фунтов (30,8 кг), в то время как само орудие весило 10 640 фунтов (4826,2 кг). Пушка имела начальную скорость 1579 футов/с (481 м/с) и дальность стрельбы 3200 ярдов (2900 м) на высоте 12°. Семидюймовый (178 мм) снаряд 110-фунтового казенника Армстронга весил 107—110 фунтов (48,5-49,9 кг). Его начальная скорость составляла 1150 футов/с (350 м/с), а максимальная дальность полета на высоте 11,25° составляла 4000 ярдов (3700 м). Все орудия могли стрелять как сплошным выстрелом, так и разрывными снарядами.
Первоначальное вооружение корабля было заменено во время его переоборудования в 1867 году 20 семидюймовыми и 8 восьмидюймовыми (203 мм) нарезными дульнозарядными пушками, четыре из которых были охотничьими пушками. Снаряд восьмидюймового орудия 15-го калибра весил 175 фунтов (79,4 кг), а само орудие — девять длинных тонн (9,1 Т). Он имел начальную скорость 1410 футов/с (430 м/с) и приписывался способности пробивать 9,6 дюйма (244 мм) кованой брони на дульном сечении. Семидюймовая пушка 16-го калибра весила 6,5 тонны (6,6 т) и стреляла 112-фунтовым (50,8 кг) снарядом, способным пробить 7,7-дюймовую (196 мм) броню.

### Броня
Весь борт кораблей класса «Принц-консорт», от уровня верхней палубы вниз, был защищен кованой железной броней, сужавшейся от 3 дюймов (76 мм) на концах до 4,5 дюймов (114 мм) в середине. Броня простиралась на 5 футов 6 дюймов (1,7 м) ниже ватерлинии и поддерживалась бортами корпуса толщиной 29,5 дюйма (749 мм).

## Строительство и служба

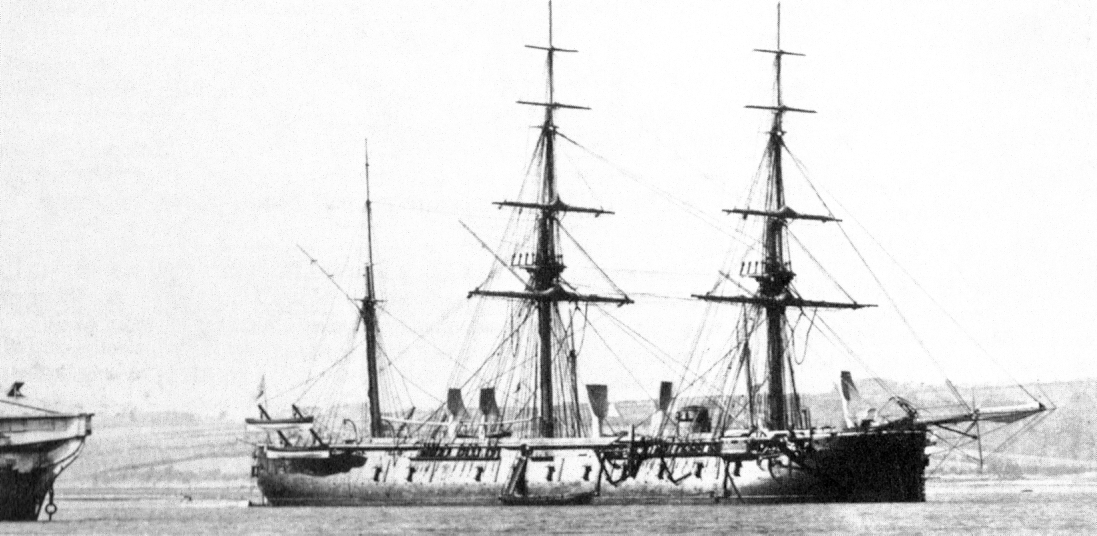
Royal Oak, фото между 1863 и 1866.

Королевский дуб, названный в честь английского дуба, в котором король Карл II спрятался, чтобы спастись после своего поражения в битве при Вустере в 1651 году, был заложен 1 мая 1860 года на верфи Чатема как 90-пушечный линейный корабль класса фальшборт. 14 мая 1861 года он был переоборудован в броненосец и спущен на воду 10 сентября 1862 года. Корабль был сдан в эксплуатацию в апреле 1863 года для проведения испытаний и завершен 28 мая. Его стоимость составила 245 537 фунтов стерлингов.
«Ройял Оук» недолго служил на флоте Ла-Манша, прежде чем его перевели на Средиземноморский флот. В 1867 году он был оплачен за переоборудование и перевооружение, а затем на шесть месяцев вернулся на флот Ла-Манша. Он был случайно протаранен HMS Warrior в сложных погодных условиях ночью 14 августа 1868 года; удар срезал главные и бизань-цепи, а также все лодки по правому борту. Через три месяца корабль вернулся в Средиземное море и присутствовал на открытии Суэцкого канала в ноябре 1869 года, где он сел на ненанесенную на карту песчаную отмель за пределами Порт-Саида, Египет, не получив никаких повреждений. В конце 1871 года он вернулся на капитальный ремонт в Портсмут. «Ройял Оук» оставался в резерве четвёртого класса в течение 14 лет, пока его не перестали ремонтировать, и 30 сентября 1885 года он был продан на металлолом.

## Память
В честь этого корабля был назван жилой квартал в новом комплексе «Рочестер Риверсайд»
.